# Чумаки (Горлівський район)
Чумаки́ — селище Шахтарської міської громади Горлівського району Донецької області, Україна. Населення становить 19 осіб. Відстань до райцентру становить близько 8 км і проходить переважно автошляхом місцевого значення.

## Населення
За даними перепису 2001 року населення селища становило 19 осіб, із них 63,16 % зазначили рідною мову українську, 31,58 %— російську та 5,26 %— білоруську.